# Alchemilla stiriaca
Alchemilla stiriaca es una especie de planta del género Alchemilla, perteneciente a la familia Rosaceae.

## Taxonomía
Alchemilla stiriaca fue descrita por S. E. Fröhner en 1986.

## Distribución
Se encuentra en el territorio de Austria.